# Mandevilla paisae
Mandevilla paisae är en oleanderväxtart som beskrevs av J.F.Morales. Mandevilla paisae ingår i släktet Mandevilla och familjen oleanderväxter. Inga underarter finns listade i Catalogue of Life.